# Cormano

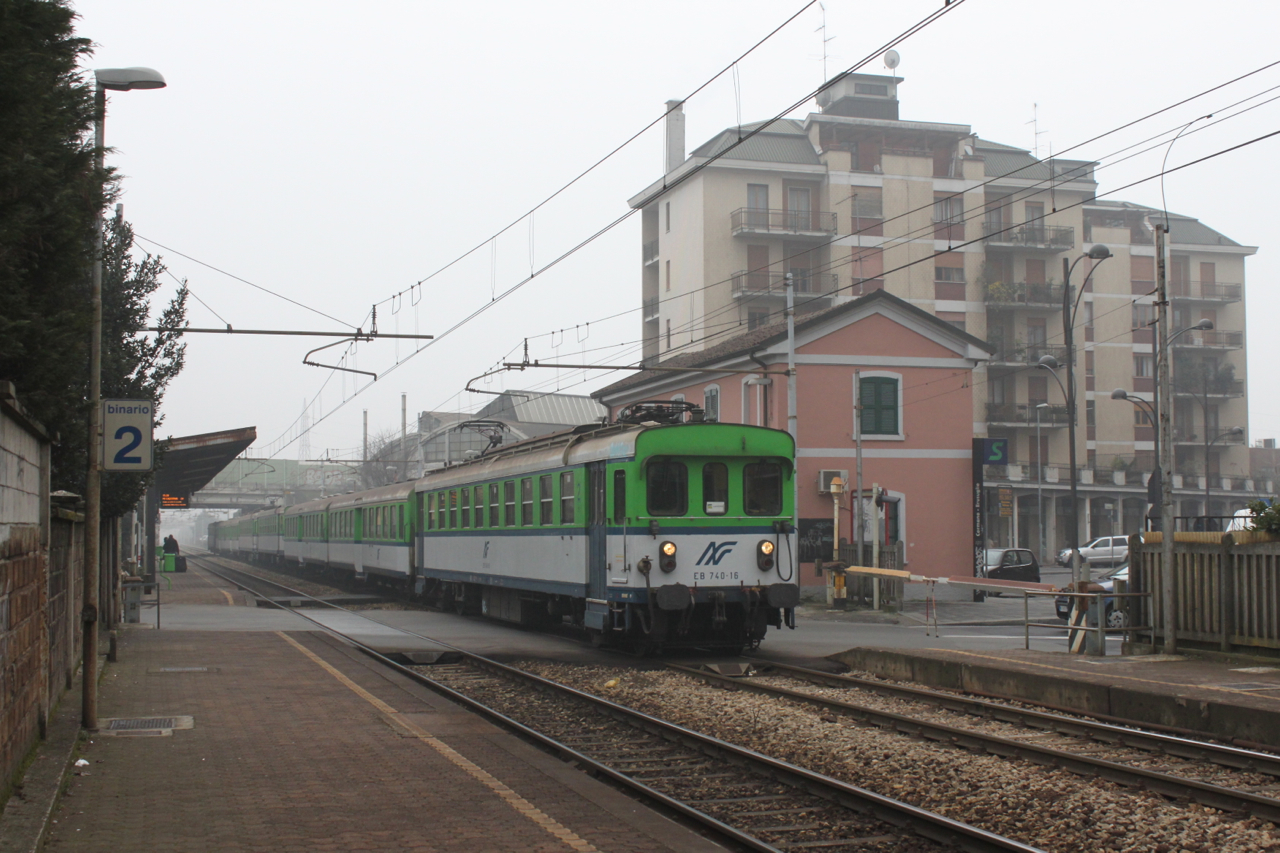

Cormano ist eine Gemeinde mit 20.556 Einwohnern (Stand 31. Dezember 2023) in der Metropolitanstadt Mailand, Region Lombardei.
Die Nachbarorte von Cormano sind Paderno Dugnano, Bollate, Cusano Milanino, Bresso, Novate Milanese und Mailand.

## Geschichte
1871 wurde die alte Gemeinde Cormano mit der Nachbargemeinde Brusuglio in die neue Gemeinde Cormano fusioniert.

## Demografie
Cormano zählt 7.662 Privathaushalte. Zwischen 1991 und 2001 fiel die Einwohnerzahl von 18.860 auf 18.056. Dies entspricht einer prozentualen Abnahme von 4,3 %.

## Söhne und Töchter der Stadt
- Carlo Facetti (* 1935), Autorennfahrer